# Aleksinac
Aleksinac (sârbă Алексинац) este un oraș cu 17.171 de locuitori din districtul Okrug Nišava, Serbia. Comunitatea Aleksinac are 57.749 de locuitori (în 2002).